# Kasteel van Spontin

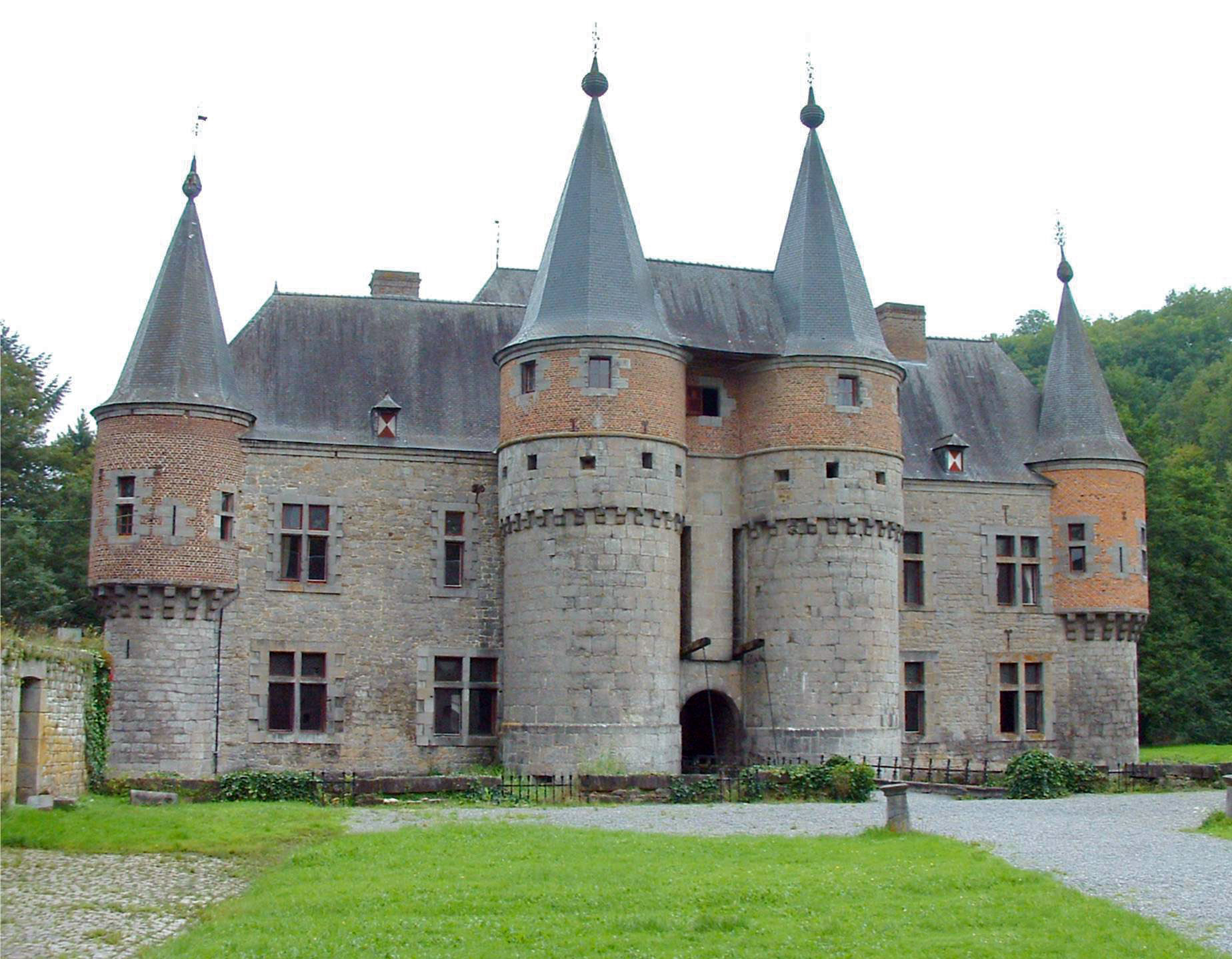
Het kasteel van Spontin.

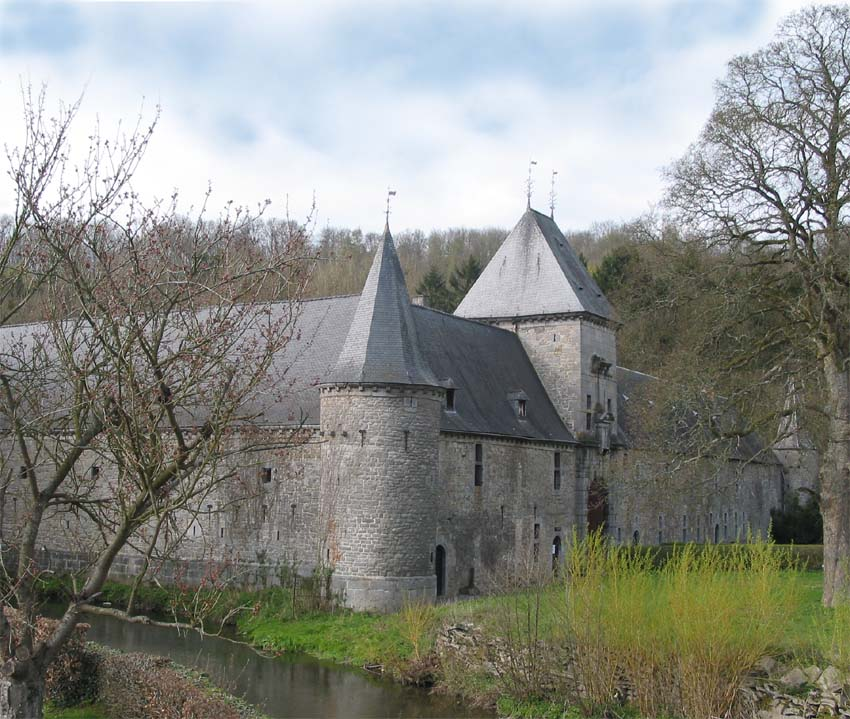
De rivier stroomt langs het kasteel.

Het kasteel van Spontin bevindt zich in het centrum van Spontin, een deel van de Belgische gemeente Yvoir. Met zijn massieve muren, zijn torens bekroond met leistenen spitsen en zijn slotgracht met ophaalbrug beantwoordt het vrij goed aan het beeld dat men zich doorgaans vormt van een middeleeuws kasteel.

## Geschiedenis
Spontin werd gebouwd in een bocht van de Bocq, waarvan het water rond het kasteel vloeit langs enkele klaterende watervalletjes. De kasteelheren behoorden tot het adellijke geslacht van de Beauforts (genoemd naar een kasteel nabij Hoei). Tussen 1266 en 1284 zou Pierre de Beaufort de hoofdtoren gebouwd hebben, de kern van de toekomstige burcht. In 1288 nam zijn zoon Willem (Guillaume), bijgenaamd "de Ardenner", deel aan de Slag bij Woeringen. Zijn dapperheid in deze slag werd door de weliswaar verslagen Hendrik VII van Luxemburg beloond: hij kreeg het leengoed van Spontin. Vanaf dat moment breidden de heren van Spontin hun kasteel voortdurend uit met allerlei bijgebouwen, tot het in de 16e eeuw zijn huidige vorm verkreeg. Het kasteel van Spontin lag op een 'gevaarlijke' plek, in het grensgebied tussen het graafschap Namen en het prinsbisdom Luik, en hoewel het aanvallen te verduren kreeg van legers uit Luik, Dinant, Bourgondië en Frankrijk, heeft het steeds standgehouden.
Sinds de val van het ancien régime kwam het waardevolle kasteel voortdurend in andere handen terecht, tot het uiteindelijk aangekocht werd door de NV Société du Château de Spontin, die het beheer toevertrouwde aan de vzw Les cimaises de Spontin. Door wanbeheer van vroegere eigenaars verkeert het kasteel momenteel in een toestand van verwaarlozing.
In 2004 werd de toenmalige kasteelheer, Robert Vermeersch, bewusteloos aangetroffen en overleed deze later in het ziekenhuis. Het bleek om een roofmoord te gaan door een Duitse man, die een deel van het kasteel afhuurde.
In 2013 werd de heropening van het kasteel in stilte aangekondigd.
Het is hier goed te zien welke wijzigingen een ridderslot tussen de 12e en de 18e eeuw heeft ondergaan. In het interieur zijn onder meer twee gotische haarden te zien en een interessante waterput die in een muur werd uitgehakt.